# Medalha da Força Multinacional e Observadores
A Medalha de Força Multinacional e Observadores (em inglês:  Multinational Force and Observers Medal) é uma condecoração militar internacional criada em 24 de março de 1982. A medalha foi estabelecida sob a autoridade do Diretor-Geral da Força Multinacional e Observadores (MFO) que foi estabelecida para monitorar uma zona neutra de cessar-fogo, entre o Egito e Israel, como resultado da Guerra do Yom Kippur de 1973.

## Fechos e Barras
Os algarismos de prata, começando com o algarismo '2', usados na fita da medalha são concedidos por períodos adicionais de serviço na mesma missão.

## Modo de uso

### Força de Defesa Australiana
A Medalha da Força Multinacional e dos Observadores está autorizada a ser usada como medalha estrangeira pela Força de Defesa Australiana (FDA). A medalha é usada após as medalhas australianas, com demais premiações estrangeiras, na ordem de data de recebimento.
Os nomes dos membros elegíveis são enviados à Diretoria de Honras e Prêmios em Ordens de Rotina através dos canais administrativos no teatro. As Ordens de Rotina são verificadas antes de serem processadas para aprovação do Governador-Geral. Assim que a notificação de aprovação for recebida, o PMKeyS será atualizado para refletir a concessão. A medalha não pode ser montada ou usada até que seja aprovada para uso e registrada no PMKeyS.

### Forças Armadas Britânicas
Antes de 2017, a Medalha da Força Multinacional e dos Observadores não podia ser usada pelos militares das forças britânicas. No entanto, em 2017, foi dada autoridade para que a medalha fosse usada junto com outros prêmios e medalhas britânicas, mas, sendo uma medalha estrangeira, deveria ser usada depois de todas as outras medalhas britânicas. A autoridade para usar a medalha foi concedida retrospectivamente a todos aqueles que serviram por 170 dias ou mais na MFO desde 1982.

### Forças Canadenses
A Medalha de Força Multinacional e Observadores é considerada uma medalha autorizada na categoria Medalhas de Missão Internacional (localizada após os Prêmios da OTAN e antes dos Prêmios Comemorativos) para as forças canadenses. Sua ordem de precedência na categoria Medalhas de Missões Internacionais é baseada na data de premiação (1982-presente) e pode ser usada diretamente após a Medalha da Comissão Internacional de Controle e Supervisão (1973) e antes da Medalha da Missão Monitor da Comunidade Europeia para a Iugoslávia (1991).

### Força de Defesa da Nova Zelândia
A Medalha de Força Multinacional e Observadores é considerada uma medalha autorizada para a Força de Defesa da Nova Zelândia (NZDF) na categoria Medalhas Estrangeiras, a última categoria na ordem de precedência da Nova Zelândia. A Medalha MFO é usada diretamente após a Medalha de Libertação do Kuwait e a Medalha de Serviço da Guerra da Coréia.

### Forças Armadas dos Estados Unidos
As Forças Armadas dos Estados Unidos começaram a emitir a Medalha da Força Multinacional e dos Observadores em 28 de julho de 1982. A medalha foi retroativa a agosto de 1981 e foi concedida a qualquer militar dos Estados Unidos que serviu pelo menos noventa dias cumulativos como membro da Força Multinacional e Observadores. Em 15 de março de 1985, o prazo foi ampliado para no mínimo 170 dias. O prazo poderia ser dispensado se a condecoração fosse entregue postumamente, se um militar fosse evacuado clinicamente da região ou se o Diretor-Geral da Força Multinacional e Observadores entregasse a condecoração para um ato específico ou caso especial.
A Medalha de Força Multinacional e Observadores está autorizada para uso como um prêmio militar dos Estados Unidos na categoria de "Prêmio de serviço fora dos EUA" e é usada após todas as condecorações americanas e antes de prêmios estrangeiros de países individuais. Várias apresentações são indicadas por números de prêmios. Condecorações militares internacionais semelhantes incluem as Medalhas de Serviço da OTAN e as Medalhas de Serviço das Nações Unidas.

## Precedência
Algumas ordens de precedência são as seguintes:
| País                                | Precedente                                                 | Seguindo                                                |
| Canadá Ordem de precedência         | Medalha da Comissão Internacional de Controle e Supervisão | Medalha da Missão de Monitoração da Comunidade Europeia |
| Estados Unidos Ordem de precedência | Medalha da OTAN                                            | Medalha da Junta Interamericana de Defesa               |

## Ligações externos
- Site da Força Multinacional e Observadores